# Lista planetelor minore/1101–1200
Aceasta este Lista planetelor minore/1101–1200; pentru a naviga prin lista completă vezi Lista planetelor minore.
Pentru ale detalii vezi și Proiect:Astronomie sau Portal:Astronomie.
| Nume              | Denumire provizorie | Data descoperirii  | Locul descoperirii | Descoperitor(i)                |
| ----------------- | ------------------- | ------------------ | ------------------ | ------------------------------ |
| 1101 Clematis     | 1928 SJ             | 22 septembrie 1928 | Heidelberg         | K. Reinmuth                    |
| 1102 Pepita       | 1928 VA             | 5 noiembrie 1928   | Barcelona          | J. Comas Solá                  |
| 1103 Sequoia      | 1928 VB             | 9 noiembrie 1928   | Hamburg-Bergedorf  | W. Baade                       |
| 1104 Syringa      | 1928 XA             | 9 decembrie 1928   | Heidelberg         | K. Reinmuth                    |
| 1105 Fragaria     | 1929 AB             | 1 ianuarie 1929    | Heidelberg         | K. Reinmuth                    |
| 1106 Cydonia      | 1929 CW             | 5 februarie 1929   | Heidelberg         | K. Reinmuth                    |
| 1107 Lictoria     | 1929 FB             | 30 martie 1929     | Pino Torinese      | L. Volta⁠(d)                    |
| 1108 Demeter      | 1929 KA             | 31 mai 1929        | Heidelberg         | K. Reinmuth                    |
| 1109 Tata         | 1929 CU             | 5 februarie 1929   | Heidelberg         | K. Reinmuth                    |
| 1110 Jaroslawa    | 1928 PD             | 10 august 1928     | Crimea-Simeis⁠(d)   | G. N. Neuimin                  |
| 1111 Reinmuthia   | 1927 CO             | 11 februarie 1927  | Heidelberg         | K. Reinmuth                    |
| 1112 Polonia      | 1928 PE             | 15 august 1928     | Crimea-Simeis⁠(d)   | P. F. Șain                     |
| 1113 Katja        | 1928 QC             | 15 august 1928     | Crimea-Simeis      | P. F. Șain                     |
| 1114 Lorraine     | 1928 WA             | 17 noiembrie 1928  | Nice               | A. Schaumasse⁠(d)               |
| 1115 Sabauda      | 1928 XC             | 13 decembrie 1928  | Pino Torinese      | L. Volta⁠(d)                    |
| 1116 Catriona     | 1929 GD             | 5 aprilie 1929     | Johannesburg⁠(d)    | C. Jackson                     |
| 1117 Reginita     | 1927 KA             | 24 mai 1927        | Barcelona          | J. Comas Solá                  |
| 1118 Hanskya      | 1927 QD             | 29 august 1927     | Crimea-Simeis⁠(d)   | S. I. Beliavski, N. Ivanov⁠(d)  |
| 1119 Euboea       | 1927 UB             | 27 octombrie 1927  | Heidelberg         | K. Reinmuth                    |
| 1120 Cannonia     | 1928 RV             | 11 septembrie 1928 | Crimea-Simeis⁠(d)   | P. F. Șain                     |
| 1121 Natascha     | 1928 RZ             | 11 septembrie 1928 | Crimea-Simeis      | P. F. Șain                     |
| 1122 Neith        | 1928 SB             | 17 septembrie 1928 | Uccle⁠(d)           | E. Delporte                    |
| 1123 Shapleya     | 1928 ST             | 21 septembrie 1928 | Crimea-Simeis⁠(d)   | G. N. Neuimin                  |
| 1124 Stroobantia  | 1928 TB             | 6 octombrie 1928   | Uccle⁠(d)           | E. Delporte                    |
| 1125 China        | 1957 UN1            | 30 octombrie 1957  | Nanking⁠(d)         | Purple Mountain Observatory⁠(d) |
| 1126 Otero        | 1929 AC             | 11 ianuarie 1929   | Heidelberg         | K. Reinmuth                    |
| 1127 Mimi         | 1929 AJ             | 13 ianuarie 1929   | Uccle⁠(d)           | S. J. Arend⁠(d)                 |
| 1128 Astrid       | 1929 EB             | 10 martie 1929     | Uccle              | E. Delporte                    |
| 1129 Neujmina     | 1929 PH             | 8 august 1929      | Crimea-Simeis⁠(d)   | P. G. Parhomenko               |
| 1130 Skuld        | 1929 RC             | 2 septembrie 1929  | Heidelberg         | K. Reinmuth                    |
| 1131 Porzia       | 1929 RO             | 10 septembrie 1929 | Heidelberg         | K. Reinmuth                    |
| 1132 Hollandia    | 1929 RB1            | 13 septembrie 1929 | Johannesburg⁠(d)    | H. van Gent⁠(d)                 |
| 1133 Lugduna      | 1929 RC1            | 13 septembrie 1929 | Johannesburg       | H. van Gent                    |
| 1134 Kepler       | 1929 SA             | 25 septembrie 1929 | Heidelberg         | M. F. Wolf                     |
| 1135 Colchis      | 1929 TA             | 3 octombrie 1929   | Crimea-Simeis⁠(d)   | G. N. Neuimin                  |
| 1136 Mercedes     | 1929 UA             | 30 octombrie 1929  | Barcelona          | J. Comas Solá                  |
| 1137 Raïssa       | 1929 WB             | 27 octombrie 1929  | Crimea-Simeis⁠(d)   | G. N. Neuimin                  |
| 1138 Attica       | 1929 WF             | 22 noiembrie 1929  | Heidelberg         | K. Reinmuth                    |
| 1139 Atami        | 1929 XE             | 1 decembrie 1929   | Tokyo⁠(d)           | O. Oikawa, K. Kubokawa         |
| 1140 Crimea       | 1929 YC             | 30 decembrie 1929  | Crimea-Simeis⁠(d)   | G. N. Neuimin                  |
| 1141 Bohmia       | 1930 AA             | 4 ianuarie 1930    | Heidelberg         | M. F. Wolf                     |
| 1142 Aetolia      | 1930 BC             | 24 ianuarie 1930   | Heidelberg         | K. Reinmuth                    |
| 1143 Odysseus     | 1930 BH             | 28 ianuarie 1930   | Heidelberg         | K. Reinmuth                    |
| 1144 Oda          | 1930 BJ             | 28 ianuarie 1930   | Heidelberg         | K. Reinmuth                    |
| 1145 Robelmonte   | 1929 CC             | 3 februarie 1929   | Uccle⁠(d)           | E. Delporte                    |
| 1146 Biarmia      | 1929 JF             | 7 mai 1929         | Crimea-Simeis⁠(d)   | G. N. Neuimin                  |
| 1147 Stavropolis  | 1929 LF             | 11 iunie 1929      | Crimea-Simeis      | G. N. Neuimin                  |
| 1148 Rarahu       | 1929 NA             | 5 iulie 1929       | Crimea-Simeis      | A. N. Deutsch                  |
| 1149 Volga        | 1929 PF             | 1 august 1929      | Crimea-Simeis      | E. F. Skvorțov                 |
| 1150 Achaia       | 1929 RB             | 2 septembrie 1929  | Heidelberg         | K. Reinmuth                    |
| 1151 Ithaka       | 1929 RK             | 8 septembrie 1929  | Heidelberg         | K. Reinmuth                    |
| 1152 Pawona       | 1930 AD             | 8 ianuarie 1930    | Heidelberg         | K. Reinmuth                    |
| 1153 Wallenbergia | 1924 SL             | 5 septembrie 1924  | Crimea-Simeis⁠(d)   | S. I. Beliavski                |
| 1154 Astronomia   | 1927 CB             | 8 februarie 1927   | Heidelberg         | K. Reinmuth                    |
| 1155 Aënna        | 1928 BD             | 26 ianuarie 1928   | Heidelberg         | K. Reinmuth                    |
| 1156 Kira         | 1928 DA             | 22 februarie 1928  | Heidelberg         | K. Reinmuth                    |
| 1157 Arabia       | 1929 QC             | 31 august 1929     | Heidelberg         | K. Reinmuth                    |
| 1158 Luda         | 1929 QF             | 31 august 1929     | Crimea-Simeis⁠(d)   | G. N. Neuimin                  |
| 1159 Granada      | 1929 RD             | 2 septembrie 1929  | Heidelberg         | K. Reinmuth                    |
| 1160 Illyria      | 1929 RL             | 9 septembrie 1929  | Heidelberg         | K. Reinmuth                    |
| 1161 Thessalia    | 1929 SF             | 29 septembrie 1929 | Heidelberg         | K. Reinmuth                    |
| 1162 Larissa      | 1930 AC             | 5 ianuarie 1930    | Heidelberg         | K. Reinmuth                    |
| 1163 Saga         | 1930 BA             | 20 ianuarie 1930   | Heidelberg         | K. Reinmuth                    |
| 1164 Kobolda      | 1930 FB             | 19 martie 1930     | Heidelberg         | K. Reinmuth                    |
| 1165 Imprinetta   | 1930 HM             | 24 aprilie 1930    | Johannesburg⁠(d)    | H. van Gent⁠(d)                 |
| 1166 Sakuntala    | 1930 MA             | 27 iunie 1930      | Crimea-Simeis⁠(d)   | P. G. Parhomenko               |
| 1167 Dubiago      | 1930 PB             | 3 august 1930      | Crimea-Simeis      | E. F. Skvorțov                 |
| 1168 Brandia      | 1930 QA             | 25 august 1930     | Uccle⁠(d)           | E. Delporte                    |
| 1169 Alwine       | 1930 QH             | 30 august 1930     | Heidelberg         | M. F. Wolf, M. A. Ferrero⁠(d)   |
| 1170 Siva         | 1930 SQ             | 29 septembrie 1930 | Uccle⁠(d)           | E. Delporte                    |
| 1171 Rusthawelia  | 1930 TA             | 3 octombrie 1930   | Uccle              | S. J. Arend⁠(d)                 |
| 1172 Äneas        | 1930 UA             | 17 octombrie 1930  | Heidelberg         | K. Reinmuth                    |
| 1173 Anchises     | 1930 UB             | 17 octombrie 1930  | Heidelberg         | K. Reinmuth                    |
| 1174 Marmara      | 1930 UC             | 17 octombrie 1930  | Heidelberg         | K. Reinmuth                    |
| 1175 Margo        | 1930 UD             | 17 octombrie 1930  | Heidelberg         | K. Reinmuth                    |
| 1176 Lucidor      | 1930 VE             | 15 noiembrie 1930  | Uccle⁠(d)           | E. Delporte                    |
| 1177 Gonnessia    | 1930 WA             | 24 noiembrie 1930  | Alger              | L. Boyer                       |
| 1178 Irmela       | 1931 EC             | 13 martie 1931     | Heidelberg         | M. F. Wolf                     |
| 1179 Mally        | 1931 FD             | 19 martie 1931     | Heidelberg         | M. F. Wolf                     |
| 1180 Rita         | 1931 GE             | 9 aprilie 1931     | Heidelberg         | K. Reinmuth                    |
| 1181 Lilith       | 1927 CQ             | 11 februarie 1927  | Alger              | V. P Jehovski                  |
| 1182 Ilona        | 1927 EA             | 3 martie 1927      | Heidelberg         | K. Reinmuth                    |
| 1183 Jutta        | 1930 DC             | 22 februarie 1930  | Heidelberg         | K. Reinmuth                    |
| 1184 Gaea         | 1926 RE             | 5 septembrie 1926  | Heidelberg         | K. Reinmuth                    |
| 1185 Nikko        | 1927 WC             | 17 noiembrie 1927  | Tokyo⁠(d)           | O. Oikawa                      |
| 1186 Turnera      | 1929 PL             | 1 august 1929      | Johannesburg⁠(d)    | C. Jackson                     |
| 1187 Afra         | 1929 XC             | 6 decembrie 1929   | Heidelberg         | K. Reinmuth                    |
| 1188 Gothlandia   | 1930 SB             | 30 septembrie 1930 | Barcelona          | J. Comas Solá                  |
| 1189 Terentia     | 1930 SG             | 17 septembrie 1930 | Crimea-Simeis⁠(d)   | G. N. Neuimin                  |
| 1190 Pelagia      | 1930 SL             | 20 septembrie 1930 | Crimea-Simeis      | G. N. Neuimin                  |
| 1191 Alfaterna    | 1931 CA             | 11 februarie 1931  | Pino Torinese      | L. Volta⁠(d)                    |
| 1192 Prisma       | 1931 FE             | 17 martie 1931     | Hamburg-Bergedorf  | A. Schwassmann⁠(d)              |
| 1193 Africa       | 1931 HB             | 24 aprilie 1931    | Johannesburg⁠(d)    | C. Jackson                     |
| 1194 Aletta       | 1931 JG             | 13 mai 1931        | Johannesburg       | C. Jackson                     |
| 1195 Orangia      | 1931 KD             | 24 mai 1931        | Johannesburg       | C. Jackson                     |
| 1196 Sheba        | 1931 KE             | 21 mai 1931        | Johannesburg       | C. Jackson                     |
| 1197 Rhodesia     | 1931 LD             | 9 iunie 1931       | Johannesburg       | C. Jackson                     |
| 1198 Atlantis     | 1931 RA             | 7 septembrie 1931  | Heidelberg         | K. Reinmuth                    |
| 1199 Geldonia     | 1931 RF             | 14 septembrie 1931 | Uccle⁠(d)           | E. Delporte                    |
| 1200 Imperatrix   | 1931 RH             | 14 septembrie 1931 | Heidelberg         | K. Reinmuth                    |